# Фролов, Иван Евгеньевич
Иван Евгеньевич Фролов (4 февраля 1949 — 17 декабря 2020) — учёный-географ, океанолог, гляциолог, полярник, член-корреспондент РАН (2016), лауреат премии имени О. Ю. Шмидта (2013). Член экспертного совета национальной премии «Хрустальный компас».

## Биография
Родился 4 февраля 1949 года в Ленинграде.
В 1971 году окончил Ленинградский гидрометеорологический институт, получив квалификацию инженера-океанолога, был направлен на работу в Арктический и антарктический научно-исследовательский институт (ААНИИ), где прошёл путь от инженера отдела ледового режима и прогнозов до директора института (с 1992 года).
В 1998 году защитил докторскую диссертацию, а в 2000 году присвоено учёное звание профессора.
В 2016 году избран членом-корреспондентом РАН.
Участник более 30-ти научных экспедиций в Арктику и Антарктику; в 20 из них был научным и непосредственным руководителем.
Скончался 17 декабря 2020 года. Похоронен в Санкт-Петербурге на Красненьком кладбище.

## Научная и общественная деятельность
Ведущий специалист в области морского ледоведения, полярной метеорологии, океанологии, климатологии и области изучения гидрометеорологического, в первую очередь, ледового-гидрологического режима Северного Ледовитого океана и арктических морей.
Основные научные результаты:
- разработал и внедрил в практику численные методы расчёта и прогноза ледовых явлений в арктических морях;
- создал и внедрил в практику технологии функционирования комплекса «информационные базы — модели — прогноз»;
- создал на современных носителях базы расчётных и натурных данных по морским льдам и организовано функционирование МЦД-Б под эгидой Всемирной метеорологической организации (ВМО);
- под его руководством и непосредственном участии изданы справочной пособие «Морской лёд» (1997) и трёхтомный фундаментальный труд «Научные исследования в Арктике» (2005—2007), изданный в России и за рубежом на английском языке.

Автор более 120 научных работ, из них 6 монографий, из которых 3 изданы на русском и английском языках.

### Участие в научных организациях
- член Научно-технического совета Росгидромета
- член Научного Совета РАН по изучению Арктики и Антарктики
- член Межведомственной комиссии по освоению минеральных и энергетических ресурсов Мирового океана Морской коллегии при Правительстве Российской Федерации
- член Экспертного совета по делам Арктики и Антарктики при Совете Федерации Федерального Собрания Российской Федерации
- член Морского совета при правительстве Санкт-Петербурга
- избирался на руководящие должности в Комиссию по морской метеорологии ВМО
- входил в управляющий комитет Смешанной Комиссии по океанографии и морской метеорологии ВМО/МОК (ЮНЕСКО)
- главный редактор журнала «Проблемы Арктики и Антарктики» (с 1992 года)
- член редколлегии журналов «Известия РГО», «Лёд и снег» (2010) и других научных журналов

## Награды
- Орден Трудового Красного Знамени (1987)
- Орден Почёта (2005)
- Премия Правительства Российской Федерации в области науки и техники (2002)
- Заслуженный деятель науки Российской Федерации (2009)
- Премия имени О. Ю. Шмидта (совместно с В. М. Котляковым, А. Н. Чилингаровым, за 2013 год) — за цикл работ по тематике «Новые достижения в изучении криосферы и глубокого океана в полярных областях Земли (по программе Международного полярного года 2007—2008)»
- Медаль «За отличие в морской деятельности» (2005)
- Премия Росгидромета (2008)
- Премия имени М. И. Будыко в области географии, наук об атмосфере и гидросфере (2015)[3]
- Знак «Почётный полярник»
- Знак «Почётному работнику морского флота»
- Знак «Почётный работник Гидрометслужбы России»
- Премия имени Ю. М. Шокальского и Е. И. Толстикова

## Память
К 2028 году намечено построить научно-исследовательское судно «Иван Фролов»; оно придет на смену судну «Академик Фёдоров».